# Spieckerlinde
Spieckerlinde ist ein Weiler im Wuppertaler Wohnquartier Herbringhausen im Stadtbezirk Langerfeld-Beyenburg.

## Geografie
Spieckerlinde liegt an der Landesstraße 411 auf 305 m ü. NHN auf dem Höhenzug zwischen den Tälern des Herbringhauser Bachs und der Wupper. In dem Straßendorf zweigt die Landesstraße 81 in Richtung Lüttringhausen von der Landesstraße 411 ab. Östlich liegen der Weiler Spieckern und die Hofschaften und Wohnplätze Spieckerheide und Mesenholl, nördlich der Wohnplatz Trompete und südlich der Weiler Grünental und In der Heye. Westlich lag die abgegangene Hofschaft Seringhausen.

## Geschichte
1832 war Spieckerlinde weiterhin Teil der Honschaft Walbrecken, die nun der Bürgermeisterei Lüttringhausen angehörte. Der laut der Statistik und Topographie des Regierungsbezirks Düsseldorf als Wirthshaus bezeichnete Ort wurde Spickerlinde genannt und besaß zu dieser Zeit ein Wohnhaus. Zu dieser Zeit lebten sechs Einwohner im Ort, einer katholischen und fünf evangelischen Glaubens. Im Gemeindelexikon für die Provinz Rheinland von 1888 werden drei Wohnhäuser mit 51 Einwohnern angegeben.